# Rifargia auscharia
Rifargia auscharia är en fjärilsart som beskrevs av William Schaus 1928. Rifargia auscharia ingår i släktet Rifargia och familjen tandspinnare. Inga underarter finns listade.